# Michael G. Fritz
Michael G. Fritz (* 4. Februar 1953 in Ost-Berlin) ist ein deutscher Schriftsteller.

## Leben
Michael G. Fritz wuchs in Ostberlin auf. Er absolvierte ein Studium der Tiefbohrtechnik an der Bergakademie Freiberg, wurde aber aus politischen Gründen exmatrikuliert und arbeitete danach u. a. als Lagerarbeiter, Beifahrer und ab 1976 als  Bibliotheksmitarbeiter in Dresden. Fritz sammelte literarische Erfahrungen in der Autorengemeinschaft Wort, deren Mitglied er war. Nach der friedlichen Revolution in der DDR wurde Michael G. Fritz 1993 von der TU Bergakademie Freiberg rehabilitiert und erhielt nachträglich den akademischen Grad Diplomingenieur.
Bekannt geworden ist Fritz durch Romane und Erzählungen. Einzelne Werke von ihm wurden ins Englische, Polnische, Rumänische und Französische übersetzt.
Er ist Mitglied im PEN-Zentrum Deutschland, in der Unabhängigen Schriftsteller Assoziation Dresden (ASSO) und Vorstand im Literaturzentrum der Villa Augustin.
Michael G. Fritz lebt als freischaffender Schriftsteller in Dresden und Berlin. Er ist verheiratet und hat zwei Kinder.

## Werke (Auswahl)
- Vor dem Winter. Erzählungen. Verlag Neues Leben, Berlin 1987, ISBN 3-355-00350-6.
- Das Haus. Roman. Oberbaum Verlag, Berlin 1994, ISBN 3-928254-28-6.
- Der Geruch des Westens. Pendo Verlag, Zürich 1999, ISBN 3-85842-351-3.
- Rosa oder die Liebe zu den Fischen. Roman. Reclam, Leipzig 2002, ISBN 3-379-00790-0.
- Die Rivalen. Roman. Mitteldeutscher Verlag, Halle/S. 2007, ISBN 978-3-89812-438-6.
- Tante Laura. Roman. Mitteldeutscher Verlag, Halle/S. 2008, ISBN 978-3-89812-563-5.
- La vita è bella. Miniaturen aus Venedig. Mitteldeutscher Verlag, Halle/S. 2010, ISBN 978-3-89812-700-4.
- Adriana läßt grüßen. Roman. Mitteldeutscher Verlag, Halle/S. 2012, ISBN 978-3-89812-932-9.
- Ein bißchen wie Gott. Roman. Mitteldeutscher Verlag, Halle/S. 2015, ISBN 978-3-95462-520-8.
- Auffliegende Papageien. Roman. Mitteldeutscher Verlag, Halle/S. 2019, ISBN 978-3-96311-252-2.
- Meinen Apfelstrudel sollten Sie sich nicht entgehen lassen – Schalom, Begegnungen in Israel. Mitteldeutscher Verlag, Halle/S. 2022, ISBN 978-3-96311-695-7.

## Auszeichnungen
(Auszeichnungen nach Literaturnetz Dresden)
- Residenzstipendium der Kulturstiftung des Freistaates Sachsen am Prager Literaturhaus deutschsprachiger Autoren 2022
- Stipendium der Sächsischen Kulturstiftung des Freistaates Sachsen 2015
- Aufenthaltsstipendium der Stiftung kunst:raum sylt quelle 2009
- Stipendium des Beauftragten der Bundesregierung für Kultur und Medien am Deutschen Studienzentrum in Venedig 2006
- Ahrenshoop-Stipendium der Sächsischen Kulturstiftung 2003
- Stipendium in Amsterdam der Stiftung Kulturaustausch Niederlande – Deutschland 2000
- Literaturstipendium des Freistaates Sachsen 1993